# Gran Premi d'Emília-Romanya del 2020
El Gran Premi d'Emília-Romanya del 2020 (oficialment anomenat Formula 1 Emirates Gran Premio dell'Emilia Romagna 2020) va ser la tretzena prova de la temporada 2020 de Fórmula 1. Va tenir lloc a l'Circuit d'Ímola, a Ímola, Itàlia, del 30 d'octubre a l'1 de novembre del 2020.

## Resultats

### Qualificació
| Pos.                     | No. | Pilot              | Constructor               | Temps    | Temps    | Temps    | Graella |
| Pos.                     | No. | Pilot              | Constructor               | Q1       | Q2       | Q3       | Graella |
| ------------------------ | --- | ------------------ | ------------------------- | -------- | -------- | -------- | ------- |
| 1                        | 77  | Valtteri Bottas    | Mercedes                  | 1:14.221 | 1:14.585 | 1:13.609 | 1       |
| 2                        | 44  | Lewis Hamilton     | Mercedes                  | 1:14.229 | 1:14.643 | 1:13.706 | 2       |
| 3                        | 33  | Max Verstappen     | Red Bull Racing-Honda     | 1:15.034 | 1:14.974 | 1:14.176 | 3       |
| 4                        | 10  | Pierre Gasly       | AlphaTauri-Honda          | 1:15.183 | 1:14.681 | 1:14.502 | 4       |
| 5                        | 3   | Daniel Ricciardo   | Renault                   | 1:15.474 | 1:14.953 | 1:14.520 | 5       |
| 6                        | 23  | Alexander Albon    | Red Bull Racing-Honda     | 1:15.402 | 1:14.745 | 1:14.572 | 6       |
| 7                        | 16  | Charles Leclerc    | Ferrari                   | 1:15.123 | 1:15.017 | 1:14.616 | 7       |
| 8                        | 26  | Daniil Kvyat       | AlphaTauri-Honda          | 1:15.412 | 1:15.022 | 1:14.696 | 8       |
| 9                        | 4   | Lando Norris       | McLaren-Renault           | 1:15.274 | 1:15.051 | 1:14.814 | 9       |
| 10                       | 55  | Carlos Sainz       | McLaren-Renault           | 1:15.528 | 1:15.027 | 1:14.911 | 10      |
| 11                       | 11  | Sergio Pérez       | Racing Point-BWT Mercedes | 1:15.407 | 1:15.061 | N/A      | 11      |
| 12                       | 31  | Esteban Ocon       | Renault                   | 1:15.352 | 1:15.201 | N/A      | 12      |
| 13                       | 63  | George Russell     | Williams-Mercedes         | 1:15.760 | 1:15.323 | N/A      | 13      |
| 14                       | 5   | Sebastian Vettel   | Ferrari                   | 1:15.571 | 1:15.385 | N/A      | 14      |
| 15                       | 18  | Lance Stroll       | Racing Point-BWT Mercedes | 1:15.822 | 1:15.494 | N/A      | 15      |
| 16                       | 8   | Romain Grosjean    | Haas-Ferrari              | 1:15.918 | N/A      | N/A      | 16      |
| 17                       | 20  | Kevin Magnussen    | Haas-Ferrari              | 1:15.939 | N/A      | N/A      | 17      |
| 18                       | 7   | Kimi Räikkönen     | Alfa Romeo Racing-Ferrari | 1:15.953 | N/A      | N/A      | 18      |
| 19                       | 99  | Antonio Giovinazzi | Alfa Romeo Racing-Ferrari | 1:15.987 | N/A      | N/A      | 19      |
| 20                       | 6   | Nicholas Latifi    | Williams-Mercedes         | 1:16.208 | N/A      | N/A      | 20      |
| Temps del 107%: 1:19.416 |     |                    |                           |          |          |          |         |
| Font:                    |     |                    |                           |          |          |          |         |

### Cursa
| Pos.                                                          | No. | Pilot              | Constructor               | Voltes | Temps            | Graella | Punts |
| ------------------------------------------------------------- | --- | ------------------ | ------------------------- | ------ | ---------------- | ------- | ----- |
| 1                                                             | 44  | Lewis Hamilton     | Mercedes                  | 63     | 1:28:32.430      | 2       | 261   |
| 2                                                             | 77  | Valtteri Bottas    | Mercedes                  | 63     | +5.783           | 1       | 18    |
| 3                                                             | 3   | Daniel Ricciardo   | Renault                   | 63     | +14.320          | 5       | 15    |
| 4                                                             | 26  | Daniil Kvyat       | AlphaTauri-Honda          | 63     | +15.141          | 8       | 12    |
| 5                                                             | 16  | Charles Leclerc    | Ferrari                   | 63     | +19.111          | 7       | 10    |
| 6                                                             | 11  | Sergio Pérez       | Racing Point-BWT Mercedes | 63     | +19.652          | 11      | 8     |
| 7                                                             | 55  | Carlos Sainz       | McLaren-Renault           | 63     | +20.230          | 10      | 6     |
| 8                                                             | 4   | Lando Norris       | McLaren-Renault           | 63     | +21.131          | 9       | 4     |
| 9                                                             | 7   | Kimi Räikkönen     | Alfa Romeo Racing-Ferrari | 63     | +22.224          | 18      | 2     |
| 10                                                            | 99  | Antonio Giovinazzi | Alfa Romeo Racing-Ferrari | 63     | +26.398          | 20      | 1     |
| 11                                                            | 6   | Nicholas Latifi    | Williams-Mercedes         | 63     | +27.135          | 19      |       |
| 12                                                            | 5   | Sebastian Vettel   | Ferrari                   | 63     | +28.453          | 14      |       |
| 13                                                            | 18  | Lance Stroll       | Racing Point-BWT Mercedes | 63     | +29.163          | 15      |       |
| 14                                                            | 8   | Romain Grosjean    | Haas-Ferrari              | 63     | +32.9352         | 16      |       |
| 15                                                            | 23  | Alexander Albon    | Red Bull Racing-Honda     | 63     | +57.284          | 6       |       |
| Ret                                                           | 63  | George Russell     | Williams-Mercedes         | 52     | Accident         | 13      |       |
| Ret                                                           | 33  | Max Verstappen     | Red Bull Racing-Honda     | 50     | Punxada          | 3       |       |
| Ret                                                           | 20  | Kevin Magnussen    | Haas-Ferrari              | 47     | Dolor corporal   | 17      |       |
| Ret                                                           | 31  | Esteban Ocon       | Renault                   | 29     | Cx. de velocitat | 12      |       |
| Ret                                                           | 10  | Pierre Gasly       | AlphaTauri-Honda          | 8      | Prob. tècnics    | 4       |       |
| Volta ràpida: Lewis Hamilton (Mercedes) – 1:15.484 (volta 63) |     |                    |                           |        |                  |         |       |
| Font:                                                         |     |                    |                           |        |                  |         |       |

Notes
- ^1  – Inclou un punt per la volta ràpida.
- ^2  – Romain Grosjean va acabar dotzè a la pista, però va rebre una penalització de cinc segons per haver superat els límits de la pista.

## Classificació del campionat després de la cursa
| Pos.  | Pilot            | Punts |
| ----- | ---------------- | ----- |
| 1     | Lewis Hamilton   | 282   |
| 2     | Valtteri Bottas  | 197   |
| 3     | Max Verstappen   | 162   |
| 4     | Daniel Ricciardo | 95    |
| 5     | Charles Leclerc  | 85    |
| Font: |                  |       |

| Pos.  | Constructor               | Punts |
| ----- | ------------------------- | ----- |
| 1     | Mercedes                  | 479   |
| 2     | Red Bull Racing-Honda     | 226   |
| 3     | Renault                   | 135   |
| 4     | McLaren-Renault           | 134   |
| 5     | Racing Point-BWT Mercedes | 134   |
| Font: |                           |       |

- Nota: Només s'inclouen les cinc primeres posicions en les dues classificacions.